# Conus kanakinus
Conus kanakinus é uma espécie de gastrópode do gênero Conus, pertencente à família Conidae.